# Plesiopterys
Plesiopterys es un género extinto de plesiosauro.
Plesiopterys wildi pertenecía al orden Sauropterygia, era un carnívoro acuático que habitaba en el Jurásico inferior (Pliensbachiense) hace 183 millones de años.